# Troglohyphantes strandi
Troglohyphantes strandi är en spindelart som beskrevs av Karel Absolon och Josef Kratochvíl 1932. Troglohyphantes strandi ingår i släktet Troglohyphantes och familjen täckvävarspindlar.
Artens utbredningsområde är Kroatien. Inga underarter finns listade i Catalogue of Life.